# Товариство письменників Боснії і Герцеговини
Товариство письменників Боснії і Герцеговини — творча спілка літературних працівників, правонаступник Асоціації літераторів Боснії і Герцеговини, створеної 1945 року.

## Діяльність
Товариство опікується організацією міжнародного фестивалю «Сараєвські дні поезії», виданням часопису «Життя». Щороку організація вручає літературну нагороду за найкращу нову книжку
Товариство налічує понад 16о членів, головний офіс розташований у Сараєві на вулиці Краньчевича, 24.

## Голови
- Неджад Ібришимович (1993–2001)
- Градимир Гойєр
- Амір Брка (2010–2014)
- Джевад Карахасан (з 2014)[3]